# باول لاكومب دي لا تور
باول لاكومب دي لا تور (بالفرنسية: Paul Lacombe de La Tour)‏ هو ضابط فرنسي، ولد في 1910، وتوفي في 9 يونيو 1940 في كومبيين في فرنسا.